# Kruszczyk Greutera
Kruszczyk Greutera (Epipactis greuteri  H.Baumann & Künkele) – gatunek byliny z rodziny storczykowatych (Orchidaceae). 

## Rozmieszczenie geograficzne
Występuje w Europie kontynentalnej od Niemiec na północy po Grecję na południu. W Polsce został odnaleziony w Beskidzie Sądeckim. 

## Biologia i ekologia
Bylina, geofit. Kwitnie od lipca do sierpnia, z czego optimum kwitnienia przypada na połowę lipca. Preferuje stanowiska cieniste, rzadziej jasne. Nigdy w pełnym słońcu. Takson charakterystyczny dla środkowoeuropejskich lasów grądowych a także borów świerkowych. Rośnie na glebach żyznych (eutroficznych), próchniczych, w miejscach chłodnych i bardzo wilgotnych. Często w pobliżu cieków wodnych, jak śródleśne strumienie.  

## Zagrożenia i ochrona
Roślina była objęta w Polsce ścisłą ochroną gatunkową w latach 2012-2014.